# Монгольское завоевание Ирана
Монгольское завоевания Ирана произошло в 1229–1231 годах, монгольская армия под командованием Чормогана, который совершил успешное вторжение в Иран, что привело к разрушению важнейших городов и установлению монгольского контроля над регионом. Завоевание Ирана стало логичным продолжением разрушительного похода, начатого Чингисханом против Хорезма, и яви лось частью более широкой стратегии монгольской экспансии на Запад. С каждым завоеванным городом, от Реии до Исфахана и Тебриза, монголы не только уничтожали сопротивление, но и разрабатывали уникальные военные тактики, которые позволяли им легко подчинять даже крупнейшие и самые укрепленные города.
Захват Ирана оказал долгосрочное воздействие на политическое устройство региона, разрушив существующие династии и оставив местное население в тяжелом положении. Впрочем, монголы также стимулировали торговлю и культурный обмен, сделав Иран важным стратегическим пунктом на пути между Востоком и Западом. В итоге, это завоевание открыло дорогу для новых политических изменений и формирования долговременного монгольского влияния, что отразилось на судьбе Ирана на несколько столетий вперед.

## Предыстория конфликта
Монголы начали свое вторжение в Иран в 1219 году, когда Чингисхан разрушил Хорезм, одно из крупнейших государств региона. После этого, с учетом разрозненности местных династий и ослабления центральной власти в Иране, монголы стали усиливать свои позиции в Центральная Азии, на Кавказе и постепенно перемещались в западном направлении. Местные правители Ирана, такие как Хорезмшахи и Сельджуки, пытались сопротивляться внешнему давлению, но политическая и военная слабость этих правителей открыла дорогу для монгольской экспансии.
Уже в 1229 году, когда на монгольском троне правил Угэдэй, сын Чингисхана, начался новый этап экспансии. Чормаган, был назначен командующим для выполнения завоевательной миссии в Иране.

## Начало конфликта
В 1229 году по приказу Угэдэя, Чормаган должен был захватить Иран и тотально уничтожить хорезмшахов. Завоевание было частью более масштабной стратегии монголов, нацеленной на уничтожение местных правителей и укрепление своего влияния в Центральной Азии и на Ближнем Востоке. Монголы использовали стратегию быстрого передвижения, маневренных войск и разрушительных осадных атак, чтобы завоевать ключевые города и ключевые пункты торговли.
Первоначально монголы заняли приграничные области Ирана и начали наступление на восточные территории. Монголы двигались в направлении крупных городов, таких как Реии (восточная Персия) и Исфахан, избегая прямых столкновений с большими армиями.

## Ход конфликта
Осада Рей (1230)
Рей, важный торговый и стратегический город, стал первой крупной целью монгольской армии. Город был защищен небольшой армией, и монголы, используя свою тактику маневрирования, быстро окружили его. После короткой осады Реии был взят.
Осада Тебриза (1230)
После Рей монголы продолжили наступление на Тебриз, столица остатка хорезмшахов, один из самых значимых городов Ирана. Тебриз был важным центром торговли и искусств, и его захват был важен для монголов. В течение нескольких недель города окружили монгольские войска, а местные силы не могли эффективно сопротивляться. Вскоре Тебриз сдался. Монголы продолжили свою осаду, используя осадные машины и разрабатывая психологическую тактику, чтобы разрушить дух сопротивления. После его взятия Тебриз стал важным опорным пунктом для монгольского правления в Иране.
Осада Марагу и других городов (1230)
Помимо крупных городов, монголы осаждали и разрушали более мелкие населенные пункты по всему Ирану. Осада города Марагу в 1230 году стала важным финалом завоевания. Марагу, стратегически расположенный на пересечении торговых путей, был важным городом, который также подвергся разрушению. Шах Хорезма Джелал ад-Дин Мангуберги дал свой последний бой монголам при Ширкебуте, там где был разбит, после чего бежал из Азербайджана но по пути умер.
Осада Исфахана (1231)
Последней целю монголов стал Исфахан, одним из самых сложных этапов кампании, одного из величайших городов Ирана того времени. Исфахан был важным политическим и культурным центром, и его защита была организована с максимальной силой. Однако монголы применили свою осадную технику, включая катапульты и осадные машины, чтобы разрушить оборону города. Столкновения с местными войсками были интенсивными, но в конечном итоге Исфахан был захвачен. После падения города монголы устроили массовые расправы с его жителями, зависимости от источников не меньше 100 тысяч и не больше 200 тыс, услыхав об такой жестокости все местные династии в Иране отказались от сопротивления, и вошли в состав [[Улус монгольских наместников Ближнего Востока| Улуса монгольских наместников Ближнего Востока]] без боя, что обеспечело монголам окончательную победу Иране, хотя им ещё придется побороть Низаритское Исмаилитское государство и Аббасидский Халифат, что скоро они и сделают 

## Последствия
Краткосрочные последствия
монгольского вторжения в Иран были разрушительными. Разрушение городов, таких как Рей и Исфахан, привело к массовым жертвам среди мирного населения и обрушению местной экономики. Были уничтожены центры ремесленного производства и торговли, а большое количество знаний и культурных ценностей оказалось утеряно или сильно повреждено. Люди, выжившие после резни, остались без защиты и стабильного управления, а также страдали от грабежей и эпидемий, которые распространялись в разрушенных городах и деревнях. Войска монголов уничтожили значительные ресурсы, опустошили сельскохозяйственные угодья и принудили множество жителей покинуть свои дома, что усугубило гуманитарный кризис
Долгосрочные последствия
завоевания отразились на Иране на протяжении столетий. Монголы стали фактическими правителями региона, что привело к политическим изменениям и привнесению монгольской административной системы. Несмотря на разрушения, монголы со временем восстановили некоторые города, стимулировали торговлю и укрепили торговые пути, особенно в рамках Великого шелкового пути. Поддерживая многоэтнические и культурные связи, монголы привели к смешению традиций и религий, что изменило культурное лицо Ирана. Кроме того, установление монгольского контроля подготовило почву для будущих правителей, таких как Тимуриды, которые будут использовать опыт монгольского администрирования для создания новых империй.

## См также
Монгольская империя
Государство Хулагуидов
Хулагуиды
Битва при Парване
Осада Багдада (1258)